# Offa (Agboville)
Pour les articles homonymes, voir Offa.
Offa est une localité située dans le Sud de la Côte d'Ivoire et appartenant au département d'Agboville, dans la Région de l'Agnéby. La localité d'Offa est un chef-lieu de commune.